# Аль-Халиди, Мустафа
Мустафа аль-Халиди (араб. مصطفى الخالدي‎) — мэр города Иерусалим с 1938 по 1944 год. Работал в судебной системе, в Апелляционном суде и в Высшем суде. Занимал разные посты в Османской империи. В конце Второй мировой войны вернулся из Бейрута в Палестину.